# Operación Libertad Duradera-Cuerno de África
Operación Libertad Duradera-Cuerno de África (OEF-HOA) es el nombre de la operación militar definida por los Estados Unidos en la lucha contra el terrorismo en el Cuerno de África. Se trata de uno de los componentes de la misión general de la Operación Libertad Duradera (OLD) y no es la única en el continente africano. La otra misión en África se conoce como la Operación Libertad Duradera-Trans Sahara (OEF-TS) que, hasta la creación del nuevo Mando de África, ha quedado sin Mando Europeo. 
La Fuerza de Tarea Conjunta Combinada-Cuerno de África (CJTF-HOA) es el principal (pero no único) componente militar asignado para cumplir los objetivos de la misión. El componente naval multinacional es el Grupo de Tareas Conjunto 150 (CTF-150), que opera bajo la dirección de la Quinta Flota de Estados Unidos. Ambas organizaciones han sido históricamente parte del Comando Central de Estados Unidos. En febrero de 2007, el presidente de los Estados Unidos George W. Bush anunció la creación del United States Africa Command que se hizo cargo de todos los de la zona de operaciones de la CJTF-HOA en octubre de 2007.
- Datos: Q1195810
- Multimedia: Combined Joint Task Force - Horn of Africa / Q1195810